# Campionati mondiali di sci nordico 2011
I Campionati mondiali di sci nordico 2011, quarantottesima edizione della manifestazione, si svolsero dal 23 febbraio al 6 marzo a Oslo, in Norvegia, nel celebre comprensorio dedicato agli sport invernali di Holmenkollen. Vennero assegnati ventun titoli.
Rispetto all'edizione precedente furono introdotte alcune variazioni nel programma. Nella combinata nordica fu soppressa la gara a partenza in linea di 10 km con salto dal trampolino normale e fu introdotta la gara a squadre dal trampolino normale. Nel salto con gli sci si tornò a disputare due gare a squadre (come già a Oberstdorf 2005), dal trampolino normale e dal trampolino lungo, anziché una sola.

## Selezione della città ospitante
La scelta della località fu effettuata il 25 maggio 2006 in occasione del 45º congresso FIS a Vilamoura, in Portogallo. Holmenkollen fu preferita alle altre due pretendenti, Val di Fiemme (Italia) e Zakopane (Polonia); nella votazione la prima ottenne dodici preferenze, la seconda quattro e l'ultima nessuna. La manifestazione ha coinciso con l'edizione 2011 del Trofeo Holmenkollen.
È stata la quinta volta che la località è stata scelta per disputare questa manifestazione; i precedenti sono stati i Mondiali del 1930, del 1952, del 1966 e del 1982.

## Nazioni partecipanti
Erano iscritte 51 nazioni:
- Algeria
- Andorra
- Argentina
- Armenia
- Australia
- Austria
- Bielorussia
- Bosnia ed Erzegovina
- Brasile
- Bulgaria

- Cina
- Corea del Sud
- Croazia
- Danimarca
- Estonia
- Finlandia
- Francia
- Germania
- Giappone
- Grecia

- Iran
- Irlanda
- Israele
- Italia
- Kazakistan
- Kenya
- Kirghizistan
- Lettonia
- Lituania
- Lussemburgo
- Macedonia

- Moldavia
- Norvegia
- Nuova Zelanda
- Paesi Bassi
- Perù
- Polonia
- Regno Unito
- Rep. Ceca
- Romania
- Russia

- Slovacchia
- Slovenia
- Spagna
- Stati Uniti
- Svezia
- Svizzera
- Turchia
- Ucraina
- Ungheria
- Venezuela

## Risultati

### Uomini

#### Combinata nordica

##### Trampolino normale
| Posizione | Atleta            | Nazione     | Punti salto | Tempo fondo | Distacco |
| --------- | ----------------- | ----------- | ----------- | ----------- | -------- |
| 1         | Eric Frenzel      | Germania    | 131,8       | 25:19,2     |          |
| 2         | Tino Edelmann     | Germania    | 120,9       | 24:47,1     | + 11,9   |
| 3         | Felix Gottwald    | Austria     | 113,7       | 24:25,6     | + 18,4   |
| 4         | Johannes Rydzek   | Germania    | 118,1       | 24:47,1     | + 22,9   |
| 5         | Akito Watabe      | Giappone    | 114,1       | 24:33,7     | + 25,5   |
| 6         | Mikko Kokslien    | Finlandia   | 111,2       | 24:26,8     | + 29,6   |
| 7         | Bill Demong       | Stati Uniti | 105,1       | 24:18,4     | + 46,2   |
| 8         | Todd Lodwick      | Stati Uniti | 113,5       | 24:53,1     | + 46,9   |
| 9         | Håvard Klemetsen  | Norvegia    | 127,1       | 24:47,2     | + 47,0   |
| 10        | Lukas Runggaldier | Italia      | 112,6       | 24:49,2     | + 47,0   |

26 febbraio, ore 10:00/13:00

Trampolino: Midtstubakken K95

Fondo: 10 km

##### Trampolino lungo
| Posizione | Atleta              | Nazione     | Tempo    |
| --------- | ------------------- | ----------- | -------- |
| 1         | Jason Lamy-Chappuis | Francia     | 25:31,6  |
| 2         | Johannes Rydzek     | Germania    | + 6,7    |
| 3         | Eric Frenzel        | Germania    | + 7,0    |
| 4         | Håvard Klemetsen    | Norvegia    | + 37,6   |
| 5         | Todd Lodwick        | Stati Uniti | + 38,8   |
| 6         | Bill Demong         | Stati Uniti | + 49,3   |
| 7         | Tomáš Slavík        | Rep. Ceca   | + 51,9   |
| 8         | Lukas Runggaldier   | Italia      | + 59,2   |
| 9         | François Braud      | Francia     | + 1:02,7 |
| 10        | Mario Stecher       | Austria     | + 1:08,3 |

2 marzo, ore 11:00/16:00

Trampolino: Holmenkollen K120

Fondo: 10 km

##### Gara a squadre dal trampolino normale
| Posizione | Nazione     | Atleti                                                                    | Handicap | Tempo fondo | Tempo totale |
| --------- | ----------- | ------------------------------------------------------------------------- | -------- | ----------- | ------------ |
| 1         | Austria     | David Kreiner Bernhard Gruber Felix Gottwald Mario Stecher                | 0:49     | 47:18,8     | 48:07,8      |
| 2         | Germania    | Johannes Rydzek Eric Frenzel Björn Kircheisen Tino Edelmann               | 0:13     | 47:55,2     | + 0,4        |
| 3         | Norvegia    | Mikko Kokslien Håvard Klemetsen Jan Schmid Magnus Moan                    | 0:34     | 48:14,4     | + 40,6       |
| 4         | Stati Uniti | Bill Demong Bryan Fletcher Johnny Spillane Todd Lodwick                   | 1:08     | 47:54,6     | + 54,8       |
| 5         | Francia     | Maxime Laheurte Sébastien Lacroix François Braud Jason Lamy-Chappuis      | 0:00     | 49:38,2     | + 1:30,4     |
| 6         | Giappone    | Norihito Kobayashi Akito Watabe Daito Takahashi Yusuke Minato             | 1:47     | 48:23,8     | + 2:03,0     |
| 7         | Finlandia   | Hannu Manninen Janne Ryynänen Joni Karjalainen Eetu Vähäsöyrinki          | 1:39     | 49:38,3     | + 3:09,5     |
| 8         | Slovenia    | Mitja Oranič Marjan Jelenko Jože Kamenik Gašper Berlot                    | 1:09     | 50:16,8     | + 3:18,0     |
| 9         | Italia      | Giuseppe Michielli Lukas Runggaldier Alessandro Pittin Mattia Runggaldier | 2:51     | 49:08,2     | + 3:51,4     |
| 10        | Rep. Ceca   | Miroslav Dvořák Tomáš Slavík Aleš Vodseďálek Lukáš Havránek               | 1:55     | 50:51,0     | + 4:38,2     |

28 febbraio, ore 11:30/13:00

Trampolino: Midtstubakken K95

Fondo: staffetta 4x5 km

##### Gara a squadre dal trampolino lungo
| Posizione | Nazione     | Atleti                                                               | Tempo totale |
| --------- | ----------- | -------------------------------------------------------------------- | ------------ |
| 1         | Austria     | Bernhard Gruber David Kreiner Felix Gottwald Mario Stecher           | 47:12.3      |
| 2         | Germania    | Johannes Rydzek Björn Kircheisen Eric Frenzel Tino Edelmann          | + 0,1        |
| 3         | Norvegia    | Mikko Kokslien Håvard Klemetsen Jan Schmid Magnus Moan               | + 40,6       |
| 4         | Francia     | Sébastien Lacroix Maxime Laheurte François Braud Jason Lamy-Chappuis | + 51,9       |
| 5         | Giappone    | Akito Watabe Taihei Katō Yusuke Minato Norihito Kobayashi            | + 1:31,4     |
| 6         | Stati Uniti | Bill Demong Bryan Fletcher Johnny Spillane Todd Lodwick              | + 1:44,0     |
| 7         | Italia      | Giuseppe Michielli Armin Bauer Lukas Runggaldier Alessandro Pittin   | + 2:45,6     |
| 8         | Svizzera    | Ronny Heer Seppi Hurschler Tim Hug Tommy Schmid                      | + 3:04,8     |
| 9         | Rep. Ceca   | Miroslav Dvořák Tomáš Slavík Aleš Vodseďálek Pavel Churavý           | + 3:05,2     |
| 10        | Slovenia    | Mitja Oranič Marjan Jelenko Jože Kamenik Gašper Berlot               | + 4:01,8     |

4 marzo, ore 11:30/16:00

Trampolino: Holmenkollen K120

Fondo: staffetta 4x5 km

#### Salto con gli sci

##### Trampolino normale
| Posizione | Atleta                | Nazione   | 1° salto | 2° salto | Totale |
| --------- | --------------------- | --------- | -------- | -------- | ------ |
| 1         | Thomas Morgenstern    | Austria   | 129,9    | 139,3    | 269,2  |
| 2         | Andreas Kofler        | Austria   | 123,3    | 136,8    | 260,1  |
| 3         | Adam Małysz           | Polonia   | 120,7    | 131,5    | 252,2  |
| 4         | Simon Ammann          | Svizzera  | 117,3    | 130,3    | 247,6  |
| 5         | Tom Hilde             | Norvegia  | 115,3    | 129,5    | 244,8  |
| 6         | Kamil Stoch           | Polonia   | 113,9    | 126,6    | 240,5  |
| 7         | Severin Freund        | Germania  | 115,5    | 123,7    | 239,2  |
| 8         | Gregor Schlierenzauer | Austria   | 114,2    | 121,0    | 235,2  |
| 9         | Anders Bardal         | Norvegia  | 115,9    | 116,7    | 232,6  |
| 10        | Anssi Koivuranta      | Finlandia | 118,4    | 113,5    | 231,9  |

25 febbraio, ore 12:30 (qualificazioni)

26 febbraio, ore 15:00 (finale)

Trampolino: Midtstubakken K95

##### Trampolino lungo
| Posizione | Atleta                | Nazione   | 1° salto | 2° salto | Totale |
| --------- | --------------------- | --------- | -------- | -------- | ------ |
| 1         | Gregor Schlierenzauer | Austria   | 135,3    | 142,2    | 277,5  |
| 2         | Thomas Morgenstern    | Austria   | 141,5    | 135,7    | 277,2  |
| 3         | Simon Ammann          | Svizzera  | 131,9    | 142,4    | 274,3  |
| 4         | Andreas Kofler        | Austria   | 131,0    | 138,6    | 269,6  |
| 5         | Matti Hautamäki       | Finlandia | 134,9    | 131,3    | 266,2  |
| 6         | Michael Uhrmann       | Germania  | 133,7    | 130,3    | 264,0  |
| 7         | Anders Bardal         | Norvegia  | 135,6    | 128,2    | 263,8  |
| 8         | Martin Koch           | Austria   | 129,7    | 132,6    | 262,3  |
| 9         | Anders Jacobsen       | Norvegia  | 139,4    | 121,3    | 260,7  |
| 10        | Tom Hilde             | Norvegia  | 128,7    | 130,3    | 259,0  |

3 marzo, ore 15:30 (qualificazioni)/17:00 (finale)

Trampolino: Holmenkollen K120

##### Gara a squadre dal trampolino normale
| Posizione | Nazione   | Atleti                                                              | 1° salto | 2° salto | Totale |
| --------- | --------- | ------------------------------------------------------------------- | -------- | -------- | ------ |
| 1         | Austria   | Gregor Schlierenzauer Martin Koch Andreas Kofler Thomas Morgenstern | 525,4    | 500,1    | 1025,5 |
| 2         | Norvegia  | Anders Jacobsen Bjørn Einar Romøren Anders Bardal Tom Hilde         | 514,7    | 485,8    | 1000,5 |
| 3         | Germania  | Martin Schmitt Michael Neumayer Michael Uhrmann Severin Freund      | 502,7    | 465,5    | 968,2  |
| 4         | Polonia   | Kamil Stoch Piotr Żyła Stefan Hula Adam Małysz                      | 476,4    | 476,6    | 953,0  |
| 5         | Giappone  | Fumihisa Yumoto Taku Takeuchi Noriaki Kasai Daiki Itō               | 467,5    | 463,6    | 931,1  |
| 6         | Slovenia  | Mitja Mežnar Jernej Damjan Robert Kranjec Peter Prevc               | 455,1    | 469,1    | 924,2  |
| 7         | Rep. Ceca | Borek Sedlák Roman Koudelka Jan Matura Jakub Janda                  | 468,3    | 449,6    | 917,9  |
| 8         | Finlandia | Anssi Koivuranta Olli Muotka Janne Ahonen Matti Hautamäki           | 446,8    | 453,7    | 900,5  |
| 9         | Russia    | Pavel Karelin Denis Kornilov Il'ja Rosljakov Dmitrij Vasil'ev       | 444,8    | -        | 444,8  |
| 10        | Svizzera  | Pascal Egloff Andreas Küttel Marco Grigoli Simon Ammann             | 418,2    | -        | 418,2  |

27 febbraio, ore 15:00

Trampolino: Midtstubakken K95

##### Gara a squadre dal trampolino lungo
| Posizione | Nazione    | Atleti                                                              | Punteggio |
| --------- | ---------- | ------------------------------------------------------------------- | --------- |
| 1         | Austria    | Gregor Schlierenzauer Martin Koch Andreas Kofler Thomas Morgenstern | 500,0     |
| 2         | Norvegia   | Anders Jacobsen Johan Remen Evensen Anders Bardal Tom Hilde         | 456,4     |
| 3         | Slovenia   | Peter Prevc Jurij Tepeš Jernej Damjan Robert Kranjec                | 452,6     |
| 4         | Germania   | Martin Schmitt Richard Freitag Severin Freund Michael Uhrmann       | 451,9     |
| 5         | Polonia    | Kamil Stoch Piotr Żyła Stefan Hula Adam Małysz                      | 435,6     |
| 6         | Giappone   | Taku Takeuchi Fumihisa Yumoto Noriaki Kasai Daiki Itō               | 410,7     |
| 7         | Finlandia  | Matti Hautamäki Olli Muotka Anssi Koivuranta Janne Ahonen           | 408,3     |
| 8         | Rep. Ceca  | Jakub Janda Lukáš Hlava Jan Matura Roman Koudelka                   | 387,7     |
| 9         | Russia     | Pavel Karelin Denis Kornilov Il'ja Rosljakov Dmitrij Vasil'ev       | 285,5     |
| 10        | Kazakistan | Aleksej Korolëv Evgenij Lëvkin Nikolaj Karpenko Radik Šaparov       | 265,2     |

5 marzo, ore 15:30

Trampolino: Holmenkollen K120

#### Sci di fondo

##### 15 km
| Posizione | Atleta                 | Nazione   | Tempo    |
| --------- | ---------------------- | --------- | -------- |
| 1         | Matti Heikkinen        | Finlandia | 38:14,7  |
| 2         | Eldar Rønning          | Norvegia  | + 13,3   |
| 3         | Martin Johnsrud Sundby | Norvegia  | + 31,9   |
| 4         | Stanislav Volžencev    | Russia    | + 36,6   |
| 5         | Sami Jauhojärvi        | Finlandia | + 44,2   |
| 6         | Maurice Manificat      | Francia   | + 48,8   |
| 7         | Lukáš Bauer            | Rep. Ceca | + 55,0   |
| 8         | Ville Nousiainen       | Finlandia | + 56,3   |
| 9         | Tobias Angerer         | Germania  | + 1:10,1 |
| 10        | Maksim Vylegžanin      | Russia    | + 1:11,0 |

1º marzo, ore 13:00

Tecnica classica

##### 50 km
| Posizione | Atleta              | Nazione     | Tempo     |
| --------- | ------------------- | ----------- | --------- |
| 1         | Petter Northug      | Norvegia    | 2:08:09,0 |
| 2         | Maksim Vylegžanin   | Russia      | + 1,7     |
| 3         | Tord Asle Gjerdalen | Norvegia    | + 6,3     |
| 4         | Sjur Røthe          | Norvegia    | + 8,0     |
| 5         | Alex Harvey         | Canada      | + 8,2     |
| 6         | Tobias Angerer      | Germania    | + 8,2     |
| 7         | Daniel Richardsson  | Svezia      | + 8,5     |
| 8         | Juha Lallukka       | Finlandia   | + 10,4    |
| 9         | Giorgio Di Centa    | Italia      | + 24,9    |
| 10        | Sjarhej Dalidovič   | Bielorussia | + 26,9    |

6 marzo, ore 13:00

Tecnica libera

Partenza in linea

##### Sprint
| Posizione | Atleta              | Nazione     | Tempo  |
| --------- | ------------------- | ----------- | ------ |
| 1         | Marcus Hellner      | Svezia      | 2:57.4 |
| 2         | Petter Northug      | Norvegia    | + 0,7  |
| 3         | Emil Jönsson        | Svezia      | + 1,2  |
| 4         | Ola Vigen Hattestad | Norvegia    | + 2,4  |
| 5         | Jesper Modin        | Svezia      | + 3,1  |
| 6         | Peeter Kümmel       | Estonia     | + 4,1  |
| 7         | Alex Harvey         | Canada      | SF     |
| 8         | Nikolaj Morilov     | Russia      | SF     |
| 9         | Dario Cologna       | Svizzera    | SF     |
| 10        | Andrew Newell       | Stati Uniti | SF     |

24 febbraio, ore 13:30 (qualificazioni)/15:00 (finale)

Tecnica libera

SF = eliminato in semifinale

##### Inseguimento 30 km
| Posizione | Atleta                 | Nazione     | Tempo     |
| --------- | ---------------------- | ----------- | --------- |
| 1         | Petter Northug         | Norvegia    | 1:14:10,4 |
| 2         | Maksim Vylegžanin      | Russia      | + 0,7     |
| 3         | Il'ja Černousov        | Russia      | + 1,2     |
| 4         | Sjarhej Dalidovič      | Bielorussia | + 2,6     |
| 5         | Martin Johnsrud Sundby | Norvegia    | + 3,1     |
| 6         | Marcus Hellner         | Svezia      | + 3,1     |
| 7         | Roland Clara           | Italia      | + 5,4     |
| 8         | Tobias Angerer         | Germania    | + 6,5     |
| 9         | Devon Kershaw          | Canada      | + 6,5     |
| 10        | Giorgio Di Centa       | Italia      | + 9,4     |

27 febbraio, ore 12:00

15 km a tecnica classica + 15 km a tecnica libera

##### Sprint a squadre
| Posizione | Nazione     | Atleti                              | Tempo   |
| --------- | ----------- | ----------------------------------- | ------- |
| 1         | Canada      | Devon Kershaw Alex Harvey           | 19:10,0 |
| 2         | Norvegia    | Petter Northug Ola Vigen Hattestad  | + 0,2   |
| 3         | Russia      | Aleksandr Panžinskij Nikita Krjukov | + 0,5   |
| 4         | Germania    | Jens Filbrich Tim Tscharnke         | + 0,5   |
| 5         | Finlandia   | Sami Jauhojärvi Ville Nousiainen    | + 1,1   |
| 6         | Kazakistan  | Denis Volotka Aleksej Poltoranin    | + 11,5  |
| 7         | Svezia      | Jesper Modin Emil Jönsson           | +12,0   |
| 8         | Francia     | Jean-Marc Gaillard Cyril Miranda    | + 22,4  |
| 9         | Italia      | Renato Pasini Loris Frasnelli       | + 29,1  |
| 10        | Stati Uniti | Torin Koos Andrew Newell            | + 51,6  |

2 marzo, ore 12:15 (qualificazioni)/14:15 (finale)

6 frazioni a tecnica classica

##### Staffetta 4x10 km
| Posizione | Nazione   | Atleti                                                                  | Tempo     |
| --------- | --------- | ----------------------------------------------------------------------- | --------- |
| 1         | Norvegia  | Petter Northug Eldar Rønning Tord Asle Gjerdalen Martin Johnsrud Sundby | 1:40:10,2 |
| 2         | Svezia    | Marcus Hellner Daniel Richardsson Johan Olsson Anders Södergren         | + 1,3     |
| 3         | Germania  | Jens Filbrich Axel Teichmann Franz Göring Tobias Angerer                | + 5,7     |
| 4         | Finlandia | Juha Lallukka Matti Heikkinen Ville Nousiainen Sami Jauhojärvi          | + 15,0    |
| 5         | Italia    | Giorgio Di Centa Pietro Piller Cottrer Valerio Checchi Roland Clara     | + 31,3    |
| 6         | Giappone  | Masaya Kimura Kōhei Shimizu Keishin Yoshida Nobu Naruse                 | + 1:39,2  |
| 7         | Russia    | Stanislav Volžencev Maksim Vylegžanin Aleksandr Legkov Il'ja Černousov  | + 2:36,1  |
| 8         | Rep. Ceca | Lukáš Bauer Martin Jakš Jiří Magál Martin Koukal                        | + 2:58,0  |
| 9         | Svizzera  | Curdin Perl Remo Fischer Toni Livers Dario Cologna                      | + 3:10,7  |
| 10        | Estonia   | Jaak Mae Karel Tammjärv Aivar Rehemaa Algo Kärp                         | + 3:11,1  |

4 marzo, ore 12:45

2 frazioni a tecnica classica + 2 frazioni a tecnica libera

### Donne

#### Salto con gli sci

##### Trampolino normale
| Posizione | Atleta            | Nazione  | 1° salto | 2° salto | Totale |
| --------- | ----------------- | -------- | -------- | -------- | ------ |
| 1         | Daniela Iraschko  | Austria  | 118,2    | 113,5    | 231,7  |
| 2         | Elena Runggaldier | Italia   | 113,4    | 105,5    | 218,9  |
| 3         | Coline Mattel     | Francia  | 98,8     | 112.7    | 211,5  |
| 4         | Eva Logar         | Slovenia | 102,7    | 95,2     | 197,9  |
| 5         | Maja Vtič         | Slovenia | 87,6     | 108,4    | 196,0  |
| 6         | Sara Takanashi    | Giappone | 94,7     | 100,3    | 195,0  |
| 7         | Ayumi Watase      | Giappone | 91,2     | 101,6    | 192,8  |
| 8         | Evelyn Insam      | Italia   | 97,8     | 90,3     | 188,1  |
| 9         | Melaine Faißt     | Germania | 86,8     | 98,3     | 185,1  |
| 10        | Line Jahr         | Norvegia | 92,4     | 88,9     | 181,3  |

25 febbraio, ore 15:00

Trampolino: Midtstubakken K95

#### Sci di fondo

##### 10 km
| Posizione | Atleta                 | Nazione   | Tempo    |
| --------- | ---------------------- | --------- | -------- |
| 1         | Marit Bjørgen          | Norvegia  | 27:39,3  |
| 2         | Justyna Kowalczyk      | Polonia   | + 4,1    |
| 3         | Aino-Kaisa Saarinen    | Finlandia | + 9,7    |
| 4         | Therese Johaug         | Norvegia  | + 23,7   |
| 5         | Krista Pärmäkoski      | Finlandia | + 23,9   |
| 6         | Pirjo Muranen          | Finlandia | + 26,8   |
| 7         | Marianna Longa         | Italia    | + 28,9   |
| 8         | Kerttu Niskanen        | Finlandia | + 49,7   |
| 9         | Vibeke Skofterud       | Norvegia  | + 1:00,9 |
| 10        | Kristin Størmer Steira | Norvegia  | + 1:03,6 |

28 febbraio, ore 13:00

Tecnica classica

##### 30 km
| Posizione | Atleta                 | Nazione  | Tempo     |
| --------- | ---------------------- | -------- | --------- |
| 1         | Therese Johaug         | Norvegia | 1:23:45,1 |
| 2         | Marit Bjørgen          | Norvegia | + 44,0    |
| 3         | Justyna Kowalczyk      | Polonia  | + 1:34,0  |
| 4         | Charlotte Kalla        | Svezia   | + 2:05,5  |
| 5         | Kristin Størmer Steira | Norvegia | + 2:20,8  |
| 6         | Vibeke Skofterud       | Norvegia | + 2:36,4  |
| 7         | Nicole Fessel          | Germania | + 3:03,9  |
| 8         | Marianna Longa         | Italia   | + 3:09,8  |
| 9         | Antonella Confortola   | Italia   | + 3:10,2  |
| 10        | Anna Haag              | Svezia   | + 3:11,4  |

5 marzo, ore 12:00

Tecnica libera

Partenza in linea

##### Sprint
| Posizione | Atleta                     | Nazione    | Tempo  |
| --------- | -------------------------- | ---------- | ------ |
| 1         | Marit Bjørgen              | Norvegia   | 3:03,9 |
| 2         | Arianna Follis             | Italia     | + 0,2  |
| 3         | Petra Majdič               | Slovenia   | + 0,5  |
| 4         | Vesna Fabjan               | Slovenia   | + 0,5  |
| 5         | Justyna Kowalczyk          | Polonia    | + 1,8  |
| 6         | Alena Procházková          | Slovacchia | + 11,5 |
| 7         | Laure Barthélémy           | Francia    | SF     |
| 8         | Charlotte Kalla            | Svezia     | SF     |
| 9         | Astrid Uhrenholdt Jacobsen | Norvegia   | SF     |
| 10        | Hanna Erikson              | Svezia     | SF     |

24 febbraio, ore 13:30 (qualificazioni)/15:00 (finale)

Tecnica libera

SF = eliminata in semifinale

##### Inseguimento 15 km
| Posizione | Atleta                 | Nazione   | Tempo    |
| --------- | ---------------------- | --------- | -------- |
| 1         | Marit Bjørgen          | Norvegia  | 38:08,6  |
| 2         | Justyna Kowalczyk      | Polonia   | + 7,5    |
| 3         | Therese Johaug         | Norvegia  | + 8,8    |
| 4         | Charlotte Kalla        | Svezia    | + 53,9   |
| 5         | Marianna Longa         | Italia    | + 1:08,4 |
| 6         | Maria Rydqvist         | Svezia    | + 1:08,8 |
| 7         | Nicole Fessel          | Germania  | + 1:08,8 |
| 8         | Aino-Kaisa Saarinen    | Finlandia | + 1:11,3 |
| 9         | Kristin Størmer Steira | Norvegia  | + 1:16,0 |
| 10        | Anna Haag              | Svezia    | + 1:38,2 |

26 febbraio, ore 11:30

7,5 km a tecnica classica + 7,5 km a tecnica libera

##### Sprint a squadre
| Posizione | Nazione     | Atlete                                            | Tempo   |
| --------- | ----------- | ------------------------------------------------- | ------- |
| 1         | Svezia      | Ida Ingemarsdotter Charlotte Kalla                | 19:25,0 |
| 2         | Finlandia   | Aino-Kaisa Saarinen Krista Pärmäkoski             | + 3,3   |
| 3         | Norvegia    | Maiken Caspersen Falla Astrid Uhrenholdt Jacobsen | + 4,1   |
| 4         | Italia      | Arianna Follis Marianna Longa                     | + 15,1  |
| 5         | Slovenia    | Katja Višnar Petra Majdič                         | + 18,5  |
| 6         | Canada      | Perianne Jones Daria Gaiazova                     | + 46,9  |
| 7         | Germania    | Stefanie Böhler Nicole Fessel                     | + 47,8  |
| 8         | Giappone    | Masako Ishida Madoka Natsumi                      | + 54,1  |
| 9         | Stati Uniti | Sadie Bjornsen Kikkan Randall                     | + 56,5  |
| 10        | Russia      | Julija Ivanova Anastasija Docenko                 | + 58,3  |

2 marzo, ore 12:15 (qualificazioni)/14:15 (finale)

6 frazioni a tecnica classica

##### Staffetta 4x5 km
| Posizione | Nazione     | Atlete                                                                    | Tempo    |
| --------- | ----------- | ------------------------------------------------------------------------- | -------- |
| 1         | Norvegia    | Vibeke Skofterud Therese Johaug Kristin Størmer Steira Marit Bjørgen      | 53:30,0  |
| 2         | Svezia      | Ida Ingemarsdotter Anna Haag Britta Johansson Norgren Charlotte Kalla     | + 36,1   |
| 3         | Finlandia   | Pirjo Muranen Aino-Kaisa Saarinen Riitta-Liisa Roponen Krista Pärmäkoski  | + 59,8   |
| 4         | Italia      | Marianna Longa Antonella Confortola Silvia Rupil Arianna Follis           | + 1:26,1 |
| 5         | Germania    | Stefanie Böhler Katrin Zeller Evi Sachenbacher-Stehle Nicole Fessel       | + 1:41,8 |
| 6         | Russia      | Valentina Novikova Alija Ischanova Julija Čekalëva Ol'ga Michajlova       | + 2:15,4 |
| 7         | Slovenia    | Anja Eržen Petra Majdič Vesna Fabjan Barbara Jezeršek                     | + 2:23,0 |
| 8         | Polonia     | Ewelina Marcisz Justyna Kowalczyk Paulina Maciuszek Agnieszka Szymańczaki | + 2:49,2 |
| 9         | Stati Uniti | Kikkan Randall Holly Brooks Elisabeth Stephen Jessica Diggins             | + 2:54,7 |
| 10        | Giappone    | Madoka Natsumi Masako Ishida Yuki Kobayashi Michito Kashiwabara           | + 2:55,8 |

3 marzo, ore 14:00

2 frazioni a tecnica classica + 2 frazioni a tecnica libera

## Medagliere per nazioni
| Posizione | Nazione   | Oro | Argento | Bronzo | Totale |
| --------- | --------- | --- | ------- | ------ | ------ |
| 1         | Norvegia  | 8   | 6       | 6      | 20     |
| 2         | Austria   | 7   | 2       | 1      | 10     |
| 3         | Svezia    | 2   | 2       | 1      | 5      |
| 4         | Germania  | 1   | 4       | 3      | 8      |
| 5         | Finlandia | 1   | 1       | 2      | 4      |
| 6         | Francia   | 1   | 0       | 1      | 2      |
| 7         | Canada    | 1   | 0       | 0      | 1      |
| 8         | Polonia   | 0   | 2       | 2      | 4      |
|           | Russia    | 0   | 2       | 2      | 4      |
| 10        | Italia    | 0   | 2       | 0      | 2      |
| 11        | Slovenia  | 0   | 0       | 2      | 2      |
| 12        | Svizzera  | 0   | 0       | 1      | 1      |